# Passerella (infrastruttura)
In architettura, la passerella è una struttura rialzata, orizzontale o poco inclinata, a volte provvisoria, che congiunge due siti separati, consentendo il camminamento principalmente alle persone ed eventualmente agli animali e a piccoli mezzi di trasporto.
Si indica con passerella una struttura esile, destinata all'uso pedonale, che può arrivare ad avere una lunghezza di qualche decina di metri. Può anche riferirsi a una struttura destinata all'uso delle automobili, tuttavia di lunghezza non superiore a qualche metro.
A livello storico, le passerelle pedonali erano prima pontini in legno che non riuscivano a superare più di una decina di metri. Dal XIX secolo, con la rivoluzione industriale, la scoperta di nuove teorie della scienza delle costruzioni, le passerelle hanno potuto godere di un notevole aumento della loro lunghezza grazie all'uso della travatura reticolare in acciaio.